# Fred Norris
Pour le scénariste de Howard Stern, voir Fred Norris (scénariste). Pour les personnes ayant le même patronyme, voir Norris.
Fred Norris (né le 4 septembre 1921 à Tyldesley et mort le 13 décembre 2006 à Tyldesley) était un athlète britannique spécialiste du marathon et des courses de fond.

## Palmarès
| Date | Compétition                                     | Lieu      | Résultat | Épreuve       |
| ---- | ----------------------------------------------- | --------- | -------- | ------------- |
| 1952 | Jeux olympiques                                 | Helsinki  | 8        | 10 000 mètres |
| 1956 | Jeux olympiques                                 | Melbourne | DNF      | marathon      |
| 1958 | Jeux de l'Empire britannique et du Commonwealth | Cardiff   | 5        | 6 miles       |
| 1958 | Championnats d'Europe d'athlétisme              | Stockholm | 3        | marathon      |
| 1959 | Cross des nations                               | Lisbonne  | 1        |               |